# Pericoma segregata
Pericoma segregata és una espècie d'insecte dípter pertanyent a la família dels psicòdids que es troba a Europa: França.